# 독일의 항복문서
독일의 항복문서는 남아 있던 나치 독일의 국방군 병력이 연합국에 무조건 항복하는 법적 문서로, 유럽에서 제2차 세계 대전을 종전시켰다. 1945년 5월 8일 22시 43분 (CET)에 서명되었고 몇 분 뒤인 23시 01분에 발효되었다.
전날, 독일군은 프랑스 랭스에서 연합군과 근접한 곳에서 또다른 항복문서에 서명했지만, 소련은 이를 집행한 것으로 인정하지 않았기 때문에 또다시 항복문서에 서명해야 했다. 게다가 서명 직후 독일 국방군은 서부 전선에서는 전투를 중단하고 동부 전선에서는 계속해서 싸우라는 명령을 받기까지 했다. 국가원수인 카를 되니츠 대제독이 이끄는 플렌스부르크 정부 하의 독일도 연합국의 새로운 문서 서명 제안을 받아들였다. 이 항복문서는 주독일 소련군청 소재지인 베를린 카를스호르스트(Karlshorst)에서 독일의 국방군 최고사령부(Oberkommando der Wehrmacht), 영국이 대표하는 연합국 원정군 최고사령부(Supreme Headquarters Allied Expeditionary Force), 소련 붉은 군대 최고사령부(Ставка Верховного главнокомандования)가 대표로 서명했으며, 프랑스와 미국 대표가 증인으로서 서명했다. 야전사령관 빌헬름 카이텔이 이 독일의 항복문서에 서명했으며, 사실상 나치 독일의 몰락을 의미했다. 독일의 항복 이후 연합군은 사실상 독일을 점령했으며, 이는 1945년 6월 5일 베를린 선언을 통해 대표 4개 연합국인 프랑스, 소련, 영국, 미국이 법적으로 확인했다.
항복문서에는 영어, 러시아어, 독일어의 3가지 전문이 있었고, 영어와 러시아어 전문이 유일하게 실효 전문으로 선언되었다.

## 배경
1945년 4월 30일, 독일의 국가원수인 아돌프 히틀러는 국가수상부의 퓌러엄폐호에서 자살했으며, 그는 카를 되니츠 대제독이 국가원수의 칭호를 받을 것이라는 유언을 남겼다. 이틀 후 베를린이 함락되고 미군과 소련군이 엘베강의 토르가우에서 연합하면서 독일군이 통제하던 지역은 두 갈래로 나뉘었으며, 1045년 3월 연합군의 마지막 진격과 히틀러의 끝까지 싸우라는 강력한 명령으로 인해 살아남은 대부분의 독일군은 독일 국경 외부의 고립된 지역에 머물렀다. 되니츠는 덴마크 전선의 플렌스부르크에서 정부를 구성하려고 시도했다. 그는 1945년 5월 2일 빌헬름 카이텔이 이끄는 국방군 최고사령부(Oberkommando der Wehrmacht)에 합류했는데, 이 최고사령부는 베를린 공방전 도중 베를린에서 포츠담 근처의 크람프니츠(Krampnitz)로, 최종적으로 라인스베르크(Rheinsberg)로 사령부를 이전했다. 되니츠는 자신의 정부를 '비정치적 기관'으로 보이려고 노력했지만, 나치즘에 대한 거부나 나치당의 주요 인물들의 처벌 없이 나치즘의 상징을 그대로 사용했다. 이러한 점 때문에 소련이나 미국은 되니츠나 플렌스부르크 정부가 독일국을 대표할 수 있는 능력이 있다고 인정하지 않았다.
히틀러가 자살했을 때, 독일군은 대서양 포위지대의 라로셸, 생나제르, 로리앙, 됭케르크, 채널 제도 등, 그리스의 크레타, 로도스, 도데카니사, 덴마크와 노르웨이, 네덜란드 북서부, 크로아티아 북서부, 북부 이탈리아, 오스트리아, 뵈멘-메렌 보호령, 라트비아 쿠를란트 반도, 폴란드의 함부르크를 향하는 헬반도 지역, 메클렌부르크, 포메라니아, 브로츠와프, 남부 바이에른의 베르히테스가덴 등에 남아 있었다.

## 항복문서

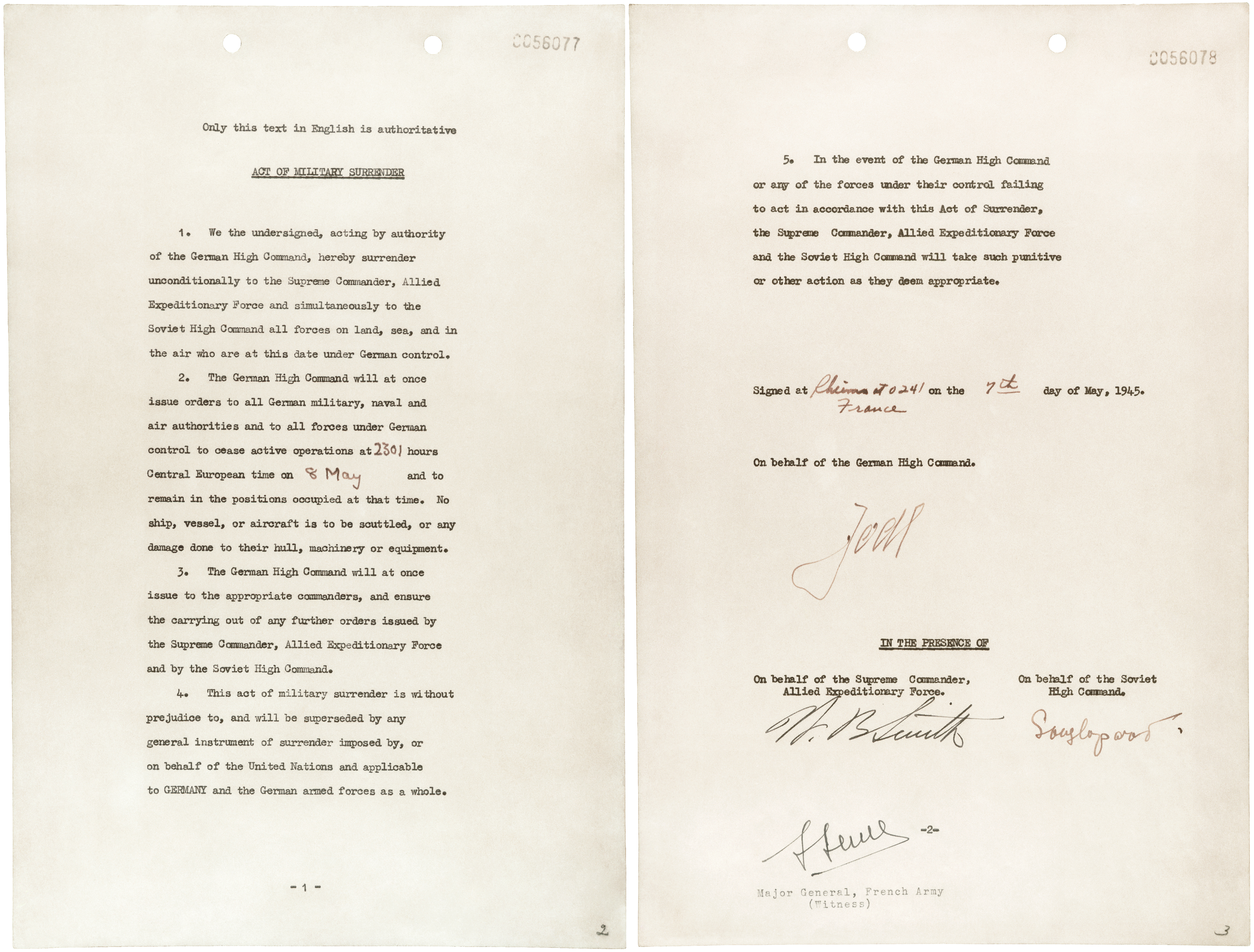
항복문서

1944년 내내 유럽 자문 위원회(EAC)를 통해 소련, 미국, 영국의 대표단은 나치 정권이 독일 내에서 군부 또는 민간에 의해 전복되고 휴전을 원하는 상황에서 사용할 합의된 항복문서를 준비하려고 했다. 1944년 1월 3일까지 EAC의 실무 보안위원회는 다음과 같이 제안했다.
독일의 항복은 무조건 항복이 단일 문서에 기록되어야 한다.

또한 자문 위원회는 독일 최고사령부 대표가 서명하도록 제안했다. 이 권고안의 고려 사항은 소위 등에서 배후중상설이 반복되는 것을 방지하기 위한 것이었다. 이 배후중상설은 1918년 11월 11월 휴전 협정이 민간인에 의해서만 서명되었기 때문에 최상급육군지휘부는 패배 문서나 패배에 책임이 없다고 주장했다.

모든 사람이 위원회의 예측에 동의했던 것은 아니었다. EAC의 영국 대표였던 윌리음 스트랭, 제1대 스트랭 남작은 다음과 같이 주장했다.
현재로서는 독일과의 적대 행위가 어떤 상황에서 중단될지 예측할 수 없다. 따라서 어떤 절차 방식이 가장 적합한지 말할 수 없다. 예시로, 완전하고 자세한 휴전이 가장 좋은지, 아니면 일반적인 권한을 부여하는 더 짧은 휴전이 가장 좋은지, 아니면 휴전이 전혀 없고 적 지휘관의 일련의 전 지역적 항복이 가장 좋은지 지금은 알 수 없다.

독일의 항복 조건은 1944년 1월 14일 1번째 EAC 회의에서 처음 논의되었다. 1944년 7월 28일에 3부로 구성된 확정적인 전문이 합의되었고 3개 연합국이 채택했다.
1번째 부분은 "독일 정부와 독일 최고사령부는 독일군이 육지, 해상, 공중에서 완전히 패배했음을 인정하고 확인하며, 이로써 독일의 무조건 항복을 선언한다"는 간단한 서문으로 구성되었다.
2번째 부분인 1~5조는 독일 최고사령부가 육지, 해상, 공중의 모든 군을 군사적으로 항복하고, 무기를 버리며, 1937년 12월 31일 기준 당시 독일 국경 밖의 모든 영토에서 철수하고, 전쟁 포로에 관한 책임에 관한 내용이다.
세 번째 부분인 6~12조는 독일 정부가 연합국 대표에게 거의 모든 권한과 권한을 항복하고, 포로와 강제 노동자를 석방하고 송환하고, 라디오 방송을 중단하고, 정보와 정보를 제공하고, 무기와 인프라를 유지하고, 나치 지도자들을 전쟁 범죄 재판에 넘기고, 연합국 대표가 "독일의 완전한 패배로 인해 발생하는 추가적인 정치적, 행정적, 경제적, 재정적, 군사적 및 기타 요구 사항"을 포함하는 선언문, 명령, 조례 및 지침을 발행할 수 있는 권한과 관련된 내용이다. 세 번째 부분의 핵심 조항은 12조로, 독일 정부와 독일 최고 사령부가 공인 연합국 대표의 모든 선언문, 명령, 조례 및 지침을 완전히 준수해야 한다고 규정했다. 연합국은 이를 손해 배상 및 배상에 대한 조치를 부과할 수 있는 무제한적인 범위를 허용하는 것으로 간주했으며, 13조와 14조는 항복 날짜와 확정된 텍스트의 언어를 명시했다.
1945년 2월 얄타 회담은 항복 조건에 대한 추가 논의로 이어졌는데, 이는 전후 독일을 소련, 영국, 프랑스, 미국이 4개 점령지로 분할하기로 합의했기 때문이었다.. 1944년 7월 항복문서에 추가 조항 "12a"인 "미래의 평화와 안보를 위해 필요하다고 생각하는 독일의 완전한 무장 해제, 비무장화, 분할을 포함한 조치를 취할 것"이라고 명시했다. 그러나 프랑스 공화국 임시정부는 얄타 회담에 참여하지 않았고 이를 인정하지 않았으며, 이는 EAC 문안에 추가 조항을 공식적으로 포함시키면 프랑스가 분할 결정에 있어 동등한 대표권을 요구하게 되어 외교적 문제가 발생되었다. 이는 해결되지 않았지만, 실제로 EAC 문안에는 "분할 조항"이 이는 것과 없는 것, 두 개의 버전이 있다..
1945년 3월 말까지 영국 정부는 독일이 완전히 압도당하면 나치 독일 이후의 어떤 민간 기관이 항복문서에 서명하거나 그 조항을 발효시킬 수 있을지 의심했다. 영국 정부는 EAC 전문을 연합국이 독일의 패배를 일방적으로 선언하고 독일 국가 자체가 완전히 해체된 후 최고 권한을 인수하는 것으로 재작성해야 한다고 주장했다. EAC가 합의한 전문은 이러한 형태로 독일의 패배에 관한 선언으로 발효되었다.
한편, 서방 연합군의 연합 참모총장은 1944년 8월에 항복하는 독일군과 체결할 지역 군사 항복 조건에 대한 일반 지침에 동의했으며, 항복이 무조건적이어야 하고 지역 항복의 순전히 군사적인 측면으로 제한되어야 하며 적에게 어떠한 여지도 주어서는 안 된다고 명령했다. 이러한 종류의 항복은 부분 항복 문서를 대체할 수 있는 후속 일반 항복 문서에 대한 편견 없이 이루어져야 하며, 3개 연합국이 공동으로 독일에 부과해야 했다. 이 지침은 1945년 4월과 5월에 서방 연합군에 대한 독일군의 일련의 부분 항복의 기초를 형성했다.
독일이 항복하면서 EAC 전문은 카세르타 항복 당시 서명된 이탈리아 내 독일군의 부분 항복 문서에서 간소화된 군사적인 버전으로 대체되었다. 변경 이유는 논란의 여지가 있지만 서명국인 독일이 전체 전문의 조항에 동의할 수 있는 능력에 대한 유보 사항이나, 프랑스에 "분리 조항"을 전달하는 것에 대한 지속적인 불확실성을 의식하고 있었기 때문일 수 있다.

## 같이 보기
- 카시빌레 휴전
- 일본의 항복문서
- 모건소 플랜
- 뉘른베르크 국제군사재판
- 파리 조약 (1947년)
- 2+4 조약

### 내용주

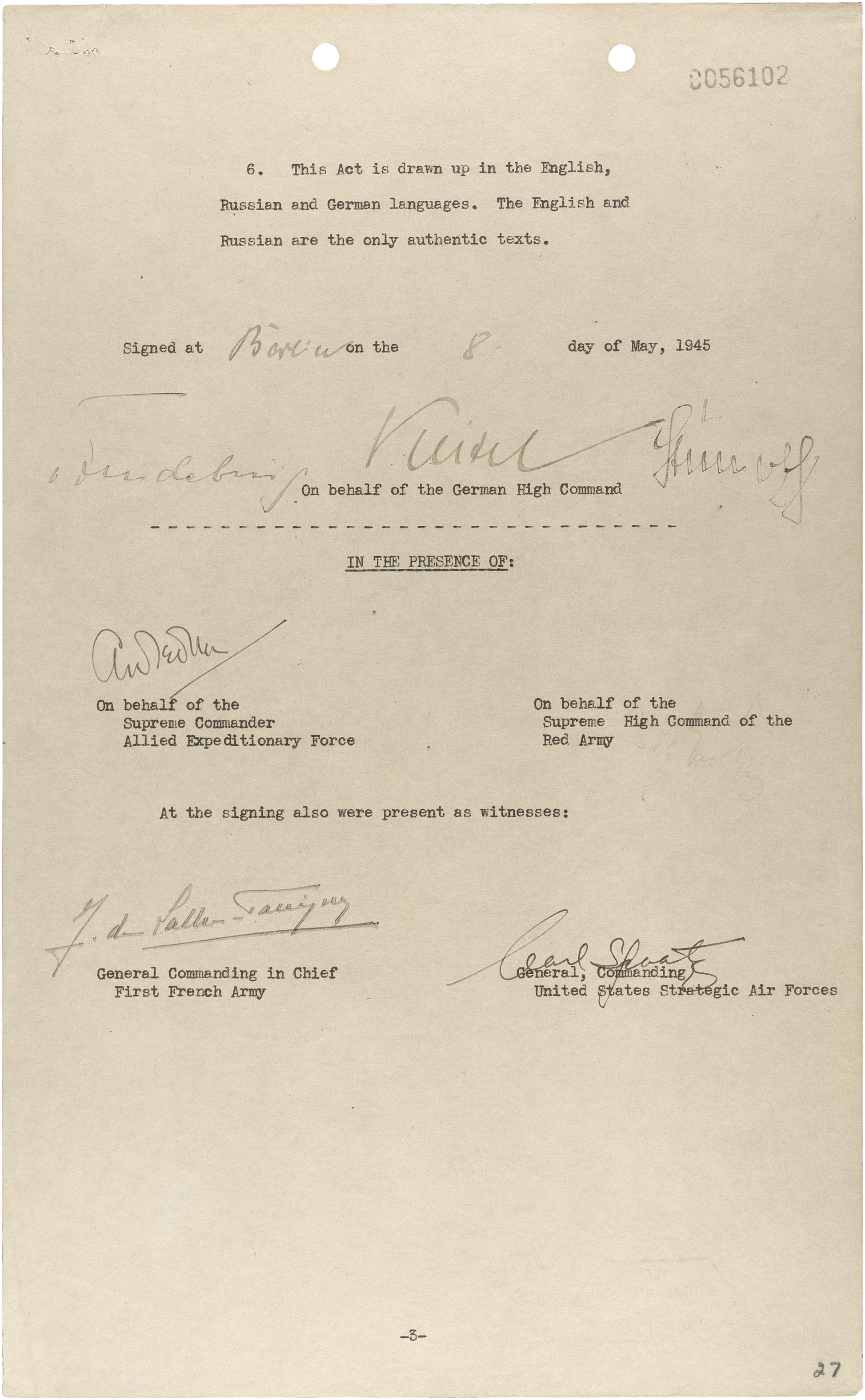
1945년 5월 8일, 독일 베를린에서 서명된 독일의 무조건 항복 문서의 3번째 페이지.

1. ↑  영어: German Instrument of Surrender 직역: '독일의 항복문서', 독일어: Bedingungslose Kapitulation der Wehrmacht 직역: '국방군의 무조건적인 항복', 러시아어: Акт о капитуляции Германии 직역: '독일의 항복', 프랑스어: Actes de capitulation du Troisième Reich 직역: '제3제국의 항복'
2. ↑  공식 명칭으로 지도자 겸 국가수상(독일어: Führer und Reichskanzler)이다.

### 참조주
1. ↑  MI5 staff (2011). “Hitler's last days”. Her Majesty's Security Service website. 2020년 3월 7일에 확인함.
2. ↑  Hitler, Adolph (1945), 《My Political Testament》
3. ↑  Kershaw, Ian (2012). 《The End; Germany 1944–45》. Penguin. 298쪽.
4. ↑  Memorandum by the Working Security Committee, 3rd January 1944, Foreign Relations of the United States 1944, vol I, p. 101
5. ↑  Memorandum by Lord Strang, 15th January 1944, Foreign Relations of the United States 1944, vol. I, p. 113
6. 1 2  Ziemke, Earl Frederick (1990). 《The US Army and the Occupation of Germany 1944–1946》. Center of Military History, United States Army. 114쪽.
7. 1 2 3  Hansen, Reimar (1995). “Germany's Unconditional Surrender”. 《History Today》 45 (5 May).
8. ↑  Ziemke, Earl Frederick (1990). 《The US Army and the Occupation of Germany 1944–1946》. Center of Military History, United States Army. 115쪽.
9. 1 2 3  Mosely, Philip E (1950). “Dismemberment of Germany, the Allied Negotiations from Yalta to Potsdam”. 《Foreign Affairs》 28 (3): 487–498. doi:10.2307/20030265. JSTOR 20030265.
10. ↑  Ziemke, Earl Frederick (1990). 《The US Army and the Occupation of Germany 1944–1946》. Center of Military History, United States Army. 257쪽.
11. ↑  Jones, Michael (2015). 《After Hitler: The Last Days of the Second World War in Europe》. John Murray. 205쪽.

### 참고 문헌
- Chaney, Otto Preston. Zhukov. University of Oklahoma Press, 1996, ISBN 978-0806128078.
- Kershaw, Ian (2012). 《The End: Hitler's Germany, 1944–45》. Penguin.
- Pinkus, Oscar . The war aims and strategies of Adolf Hitler, McFarland, 2005, ISBN 978-0786420544
- Ziemke, Earl F. "The U.S. Army in the occupation of Germany 1944–1946" Center of Military History, United States Army, Washington, D.C., 1990, 틀:LCCN

## 추가 읽기
- Hansen, Reimar. Germany's Unconditional Surrender article in History Today 5 May 1995.
- Kiley, Charles. Details of the Surrender Negotiations: This Is How Germany Gave Up 보관됨 2017-05-08 - 웨이백 머신, Stars and Stripes (a contemporary, 1945, US military newspaper account)
- Mosley, Philip E. Dismemberment of Germany article in Foreign Affairs, April 1950.
- Samson, Oliver. The German Capitulation Tangle, Deutsche Welle 8 May 2005